# Vertical de Aviación
Vertical de Aviación — чартерная авиакомпания со штаб-квартирой в Боготе (Колумбия), работающая в сфере пассажирских и грузовых вертолётных авиаперевозок.
Портом приписки авиакомпании является международный аэропорт Эль-Дорадо в Боготе.

## Общие сведения
Авиакомпания Vertical de Aviación была основана в 1982 году, став первым колумбийским авиаперевозчиком, эксплуатирующим вертолёты советского производства.
Компания предлагает услуги по нерегулярным перевозкам пассажиров и грузов в широком диапазоне — продовольствие, опасные материалы, крупногабаритные конструкции, вооружение, снабжение армейских частей и другое.

## Поддержка проектов и программ

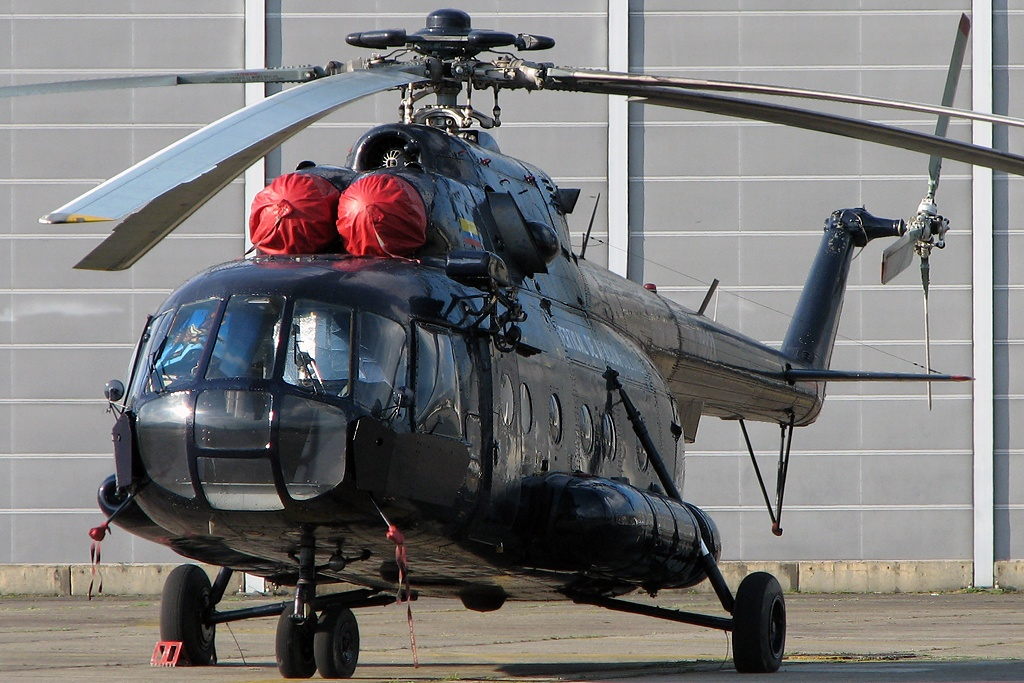
Ми-8-MTV авиакомпании Vertical de Aviación в медельинском аэропорту имени Энрике Олая Эрреры

- Инженерные войска США — Афганистан
- Армия США, программа LOGCAP IV — Афганистан
- Ведомство министра обороны США/Штаб-квартира программы по борьбе с терроризмам и наркотиками — Афганистан
- Командование ВС США в Центральной и Южной Америке — Колумбия
- Строительство нефтепровода «Ковеньяс» (773 км)
- Строительство Центрального колумбийского нефтепровода «OCENSA» (780 км)
- Строительство нефтепровода в Пуэрто-Беррио-Нейва
- Поисково-спасательные операции в регионах, пострадавших от стихийных бедствий (Гаити, Армения и другие)
- Поисково-спасательные операции разбившихся воздушных судов (Intercontinental в Мария-Ла-Баха, SAM Airlines в Эль-Бурро-Хилле, American Airlines в Кали, Ecuatoriana в Боготе)
- Другие программы в Афганистане, Бразилии, Боливии, Перу, Эквадоре и Мексике

## Флот
- Ми-8 MTV-1
- BaE Jetstream J-32